# Piovuto dal cielo (film 1953)
Piovuto dal cielo è un film del 1953 diretto da Leonardo De Mitri.